# Lance à incendie

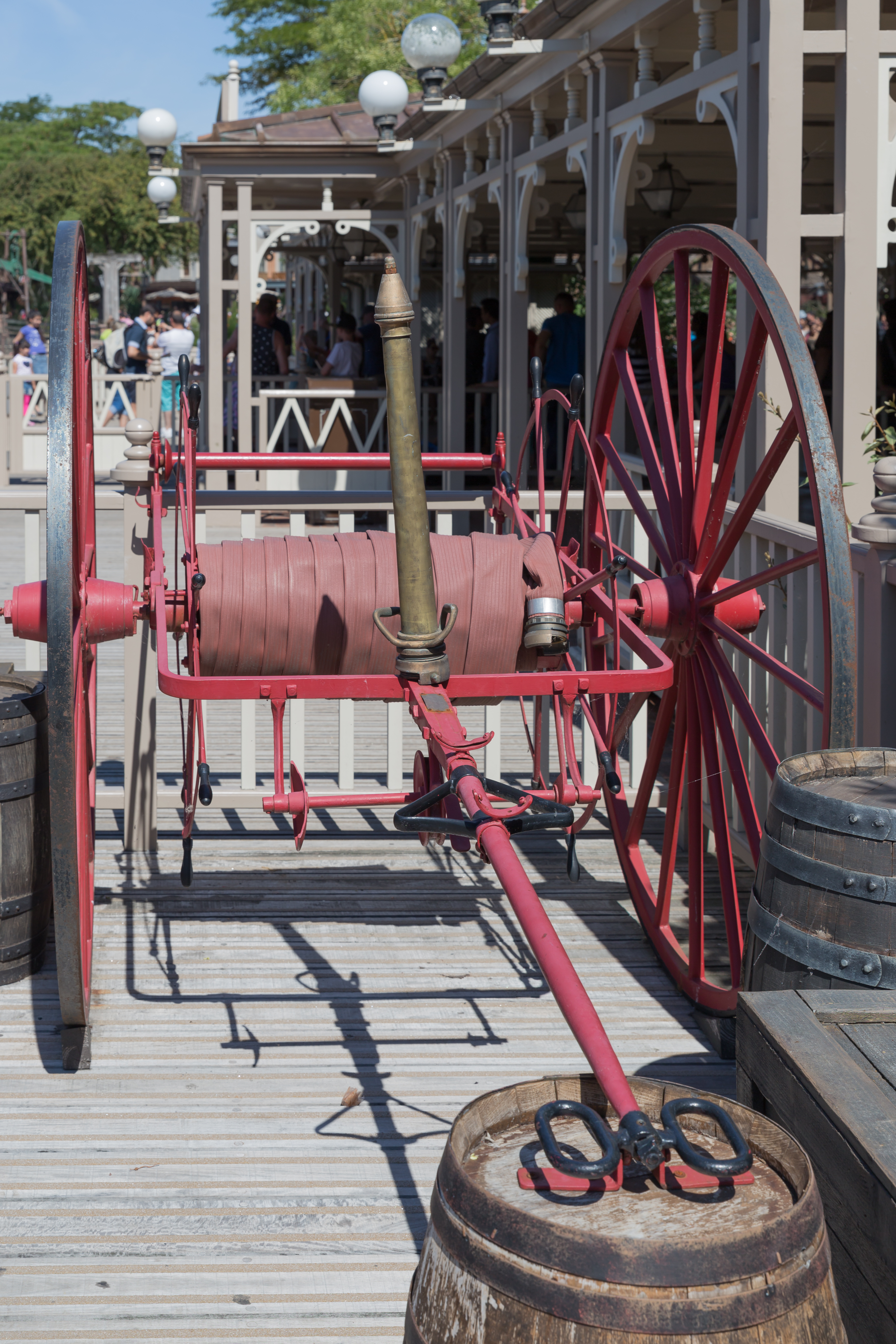
Lance à incendie ancienne avec son dévidoir à Disneyland Paris.

Une lance à incendie ou encore « lance d'incendie », est un dispositif permettant de projeter de l'eau ou de la mousse pour éteindre un feu. La lance est reliée à un tuyau qui achemine l'eau depuis le fourgon d'incendie, la motopompe ou un hydrant. Les lances peuvent être à simple ou double poignée, à fût tronconique.

## Histoire
Vers 1657, 28 hommes pouvaient manœuvrer une pompe qui propulsait un jet d'eau d'un diamètre de trois centimètres à 80 pieds de hauteur (soit une vingtaine ou une trentaine de mètres environ).
En 1670 fut imaginé le tuyau de cuir à Amsterdam.
En 1830, avec la machine à vapeur d'une puissance de six chevaux et d'une masse de 2 500 kilogrammes, il était possible de propulser 600 litres d'eau par minute à une hauteur de 90 pieds (soit une trentaine de mètres environ).
En 1873, à New York, une machine à vapeur permet de lancer de l'eau par un tuyau de 4 centimètres à une hauteur de 46 mètres.
Nouvelle lance incendie, le système COBRA permet une intervention initiale de l'extérieur d'un foyer incendie.

## Lances à fut-tronconiques
Les premières lances qui ont été créées sont de simples cônes tronqués et creux en laiton, dont le rôle est de donner la direction au jet d'eau (ce que ne permet pas le tuyau seul en raison de son absence de rigidité) et d'accélérer le déplacement de l'eau dans celui-ci. Elles sont munies de robinet, sous la forme d'une poignée allant d'avant en arrière (à boisseau), permettant d'ouvrir et de fermer le jet.
En France, on utilise principalement quatre types de lances tronconiques — le premier nombre indique le diamètre d'entrée en millimètre, le second le diamètre de l'ajutage (sortie) :
- 100/25, ou lance grande puissance (1000 L/min)
- 65/18, ou grosse lance (500 L/min) ;
- 40/14, ou petite lance (250 L/min) ;
- 20/7, pour les dévidoirs tournants ou les établissements en feu de forêt (125 L/min).

On dispose avec ces lances d'un seul type de jet, le jet droit en position ouverte, ou le jet diffusé en position semi ouverte.

## Lance à débit variable
Les lances à débit variable (LDV) succèdent aux lances dites « traditionnelles », ou lances tronconiques, simples cônes tronqués.
La sémantique DGSCGC lui attribue le nom de « lance à débit et jet réglables » en remplacement du terme inapproprié de « lance à débit variable » qui ne prend pas en compte la possibilité de réglage du jet
Sur ces lances, de conception récente, le robinet avant-arrière permet de régler le débit du jet tandis qu'une bague tournante règle la forme du jet :
- Jet droit, de forte puissance, pour arroser la base de flamme et/ou rabattre les flammes (feux de toiture, de voiture…).
- Jet droit petit débit, formations de grosses goutes, pour phase de déblai et noyage.
- Jet diffusé d'attaque, pour former un nuage de gouttelettes, permettant le refroidissement des gaz de combustion (chaud) situés en partie haute d'un local (clos ou semi-ouvert). Le but de ce jet étant d'obtenir un fort pouvoir de refroidissement en utilisant un minimum d'eau, pour faire le moins de dégâts possible (feux d'appartements...). Ce jet est utilisé lors du crayonnage afin de neutraliser les énergies car il offre une portée suffisante et une dispersion de gouttelettes absorbant les calories.
- Jet diffusé de protection, formant un écran d'eau pulvérisée le plus large possible devant le porteur, pour se protéger au maximum de la chaleur si le besoin s'en fait sentir. Il sera utilisé lors de progression lance ouverte (feu de bouteille de gaz ou feu de VL au GPLc).
- Jet purge, grosses gouttelettes, pour phase de déblai.

La notion de jet diffusé est apparue en 1950 sur proposition du chef Lloyd Layman du Parkersburg W V Fire Department (États-Unis).
Les lances les plus récentes sont munies d'une poignée ergonomique de type pistolet. Ces poignées permettent de faciliter la prise en main de la lance, facilitant la progression du porteur.
Selon les marques les caractéristiques peuvent varier, tel le réglage du débit qui peut se régler au moyen d'une bague en lieu et place de la poignée.
Les valeurs de pressions d'alimentation fournies par les constructeurs n'intègrent pas les pertes de charges des tuyaux les reliant à la source d'eau sous pression (usuellement l'engin-pompe, ou exceptionnellement une motopompe). La pression en sortie de pompe est donc souvent supérieure au maximum.
Les différents débits théoriques possibles sont déterminés par le diamètre de la lance (une modification de pression à la lance entraine une modification de débit) :
- Diamètre 20 mm → De 20 à 150 Litres/Min.
- Diamètre 45 mm → De 100 à 600 Litres/Min.
- Diamètre 70 mm → De 285 à 950 Litres/Min.

En 2021, l'entreprise française Zelup présente une lance générant un brouillard d'eau six à huit fois plus économique en eau qu'une lance classique et pouvant protéger plus efficacement les personnels.

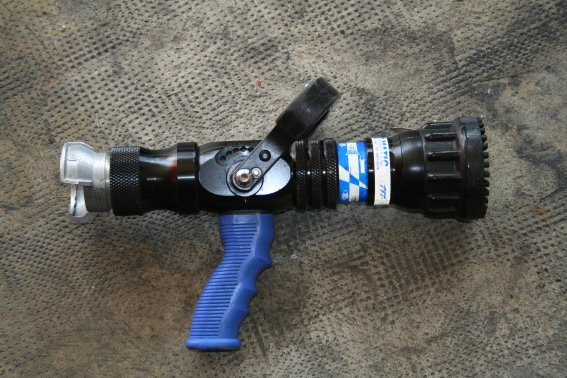
Lance de 40 mm
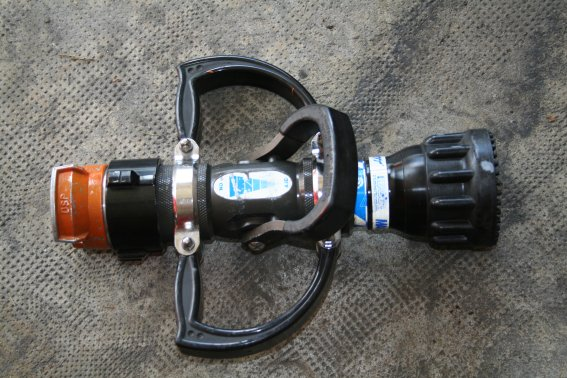
Lance de 65 mm

## Dévidoir tournant

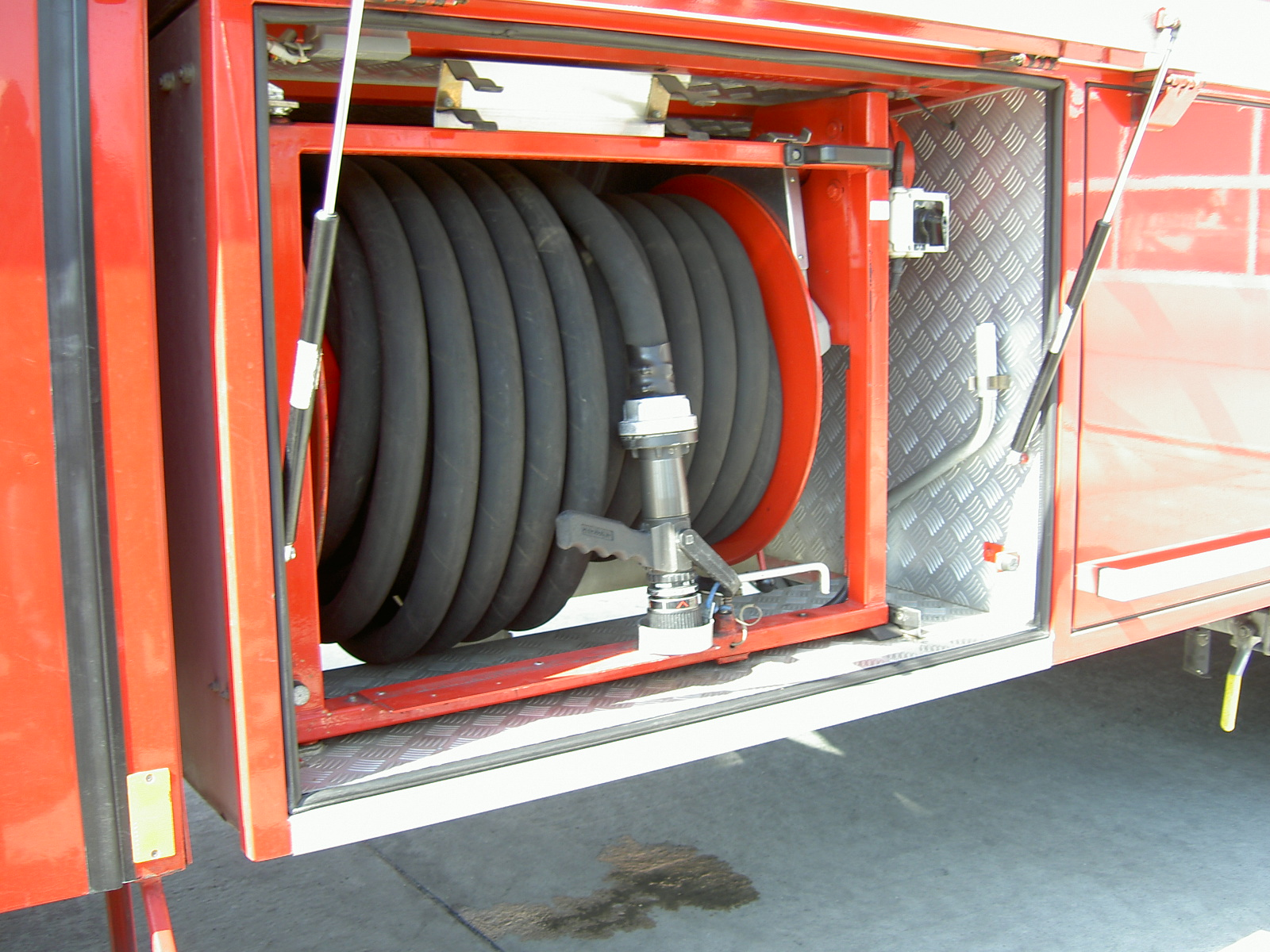
Dévidoir tournant à tuyau semi-rigide d'un GFLF SIMBA 6×6 (service d'incendie de l'aéroport de Berlin)

Le terme « lance du dévidoir tournant » (LDT) désigne une lance fixée de manière permanente à un tuyau semi-rigide enroulé sur un dévidoir fixé au fourgon d'incendie, à la manière d'un robinet d'incendie armé. La LDT est utilisée pour l'extinction des petits feux d'extérieur, de type feu de poubelle.
Elle a été créée en 1895  par le Régiment des sapeurs-pompiers de Paris, où elle équipait les véhicules nommés « Premiers secours électrique » ; elle avait un diamètre de 7 cm et un débit de 50L/min. En 1923, le diamètre passa à 8 cm et le débit à 72 L/min. Vers la fin des années 1990, la lance fut remplacée par une LDJR, avec un débit maximal de 150 L/min .
Elle est encore utilisée en 2007 en France pour des feux d'extérieur en raison de la facilité de sa mise en œuvre, mais est progressivement abandonnée en raison de son débit insuffisant par rapport à la chaleur dégagée par l'incendie : tous les sapeurs-pompiers morts dans des feux urbains manipulaient une LDT…

## Lances spéciales
Face aux nouveaux types de feux, les moyens ont évolué pour s'adapter et de nouvelles lances sont apparus. Lors d'incendie à caractère industriel, on doit apporter plus d'eau, pour cela on fait appel aux lances-canons sur trépieds ou remorquables alimentés par plusieurs établissements de tuyaux de 70 mm ou 110 mm. 
On retrouve aussi la lance Cobra qui permet de transpercer des murs de béton ou des plaques d'acier permettant d'atteindre des foyer inatteignable par l'intérieur. Il y a les lances en queue de paon qui forment un rideau de protection dispersé en hauteur utilisé entre autres lors de feu de forêt pour protéger lors de changement soudain le personnel, les véhicules et les civils.

## Débit
Lors d'un incendie en volume clos ou semi-ouvert, une des priorités est le refroidissement des fumées par évaporation de l'eau, afin de limiter le risque de phénomène thermique et la propagation du feu par les fumées. Si toute l'eau sortant de la lance est évaporée (ce qui est le cas pour un jet diffusé), on peut calculer facilement la puissance thermique absorbée selon le débit :
- la montée en température d'un gramme d'eau (passage d'une eau à 15 °C à une eau à 100 °C) consomme 356 joules (85 calories),
- le passage d'un état à l'autre (vaporisation) consomme 2 258 J (539 cal) ;

soit au total 2 614 J par gramme d'eau, donc 2,614 MJ par litre d'eau (un litre représente un kilogramme). Il suffit de multiplier le débit en litre par seconde par cette valeur pour connaître la puissance absorbée :
P = 2,614 · D/60 (D = débit en L/min, P en megawatt)
| Débit    | Débit  | Puissance en MW |
| en L/min | en L/s | Puissance en MW |
| -------- | ------ | --------------- |
| 40       | 0,67   | 1,7             |
| 100      | 1,67   | 4,4             |
| 150      | 2,5    | 6,5             |
| 400      | 6,67   | 17,4            |
| 500      | 8,33   | 21,8            |

Le tableau précédent considère que la totalité de l'eau s'est vaporisée (rendement de 100 %). Le meilleur rendement s'obtient avec une jet diffusé (cône large formé de gouttelettes), et est de l'ordre de 90 %, par contre, la portée du jet est très faible. Un jet droit a un très mauvais rendement (une grande partie de l'eau ne se vaporise pas mais ruisselle), par contre, il a une grande portée.
Une LDT a un débit d'environ 40 l/min ; cela représente une capacité de captation thermique d'environ 2,5 MW.
Une LDJR 500 a un débit variant d'environ 40 à 500 l/min, soit un pouvoir d'absorption de chaleur d'environ 6 MW à 150 l/min et d'environ 20 MW à 400 l/min ;
- une petite commode : 1,8 MW ;
- un canapé trois places : 3,5 MW ;
- deux lits jumeaux en pin : 4,5 MW ;